# Toys
Toys es una película de comedia de 1992, dirigida por Barry Levinson y protagonizada por Robin Williams. La película fue un fracaso de taquilla en el momento de su estreno, a pesar de su reparto y realización cinematográfica. 
El director Barry Levinson fue nominado para un premio Razzie a Peor director. Sin embargo la película recibió nominaciones al Óscar por diseño de producción y diseño de vestuario.

## Sinopsis
Un excéntrico propietario de una fábrica de juguetes antes de morir lega su negocio a su hermano, un general del ejército (Michael Gambon) que no sabe nada de fabricar juguetes y decide fabricar armas. Al descubrirlo, el hijo del fundador (Robin Williams) intentará evitar los planes del general.

## Argumento
En la fábrica de juguetes Zevo, localizada en un campo precioso de arbustos verdes, el propietario Kenneth Zevo (Donald O'Connor) se está muriendo. Sorprende a su asistente Owen Owens (Arthur Malet) al informarle que quiere que el control del negocio pase a su hermano mayor, Leland Zevo, que es teniente general (Michael Gambon). Leland conoce los deseos de su hermano, en cambio señala que su sobrino Leslie Zevo (Robin Williams) sería un digno sucesor, ya que lleva toda su vida siendo el aprendiz en juguetes Zevo. Kenneth señala que aunque a Leslie le encanta su trabajo, es demasiado inmaduro para ser propietario de un buen negocio y tratar con el mundo empresarial.
Después de que Kenneth muere, Leland se hace cargo. Al principio, él no siente ningún interés en la fábrica hasta que se entera de posibles fugas y espionaje corporativo. Leland trae a su hijo Patrick (LL Cool J), soldado y experto en operaciones militares encubiertas, para supervisar la seguridad. Pronto se decide a hacer una serie de juguetes bélicos, lo que horroriza a Leslie, ya que la empresa Zevo nunca produjo juguetes bélicos porque a Kenneth nunca le gustaron.
Después de un enfrentamiento con Leslie, Leland detiene el desarrollo de los juguetes de guerra. Le pide a Leslie que le prepare algún espacio para únicamente desarrollar algunos juguetes propios, con la condición de que no quiere que Leslie los vea, para evitar comparar su estilo de trabajo. Las continuas demandas de Leland para obtener más espacio, seguridad rígida y alto secreto corporativo preocupan a Leslie, a su inocente e infantil hermana Alsacia (Joan Cusack), Owen, y a una trabajadora de la fabrica llamada Gwen Tyler (Robin Wright), una mujer que Leslie ama en secreto.
Leslie se preocupa más por los cambios de la dirección de la fabrica cuando vienen unos niños para un recorrido en sus pasillos y
Owen los lleva a una zona restringida, donde por su descuido, los niños terminan jugando videojuegos militares bastante realistas. Después de activar la alarma, Leslie corre a través de una puerta y cae en un tanque de agua de tamaño natural, para luego tropezarse con otro juguete de Leland llamado el "Mar Porcina" (un avión anfibio con más autonomía que los otros juguetes).
Patrick decide ir en contra de su padre, tras descubrir que su madre no murió de apendicitis, sino que desapareció cuando su padre la envió en una misión encubierta en un país lejano. Después de revelar los verdaderos planes de su padre de la utilización de armas peligrosas en forma de juguetes, Patrick, Leslie, Alsacia, Gwen y Owen lanzan un ataque a los laboratorios de Leland para cerrar sus proyectos de guerra.
Con el paso de los dias, el General Leland se obsesiona más con el poder y considera como su oportunidad mayor de guerra obtener todo el control de la fabrica, aunque eso signifique atacar a sus propios sobrinos. Primero envía armas disfrazados de inocentes juguetes, entonces él envía a sus "tanques Tommy" y "helicópteros Hurly Whirly". Una intensa batalla tiene lugar entre los juguetes de Leland y los juguetes originales Zevo.
Leslie se las arregla para ganar la batalla, llegando a resolver sus conflictos con Patrick, con quien busca detener los planes de Leland. De repente Alsatia es atacada por el Mar Porcino (que Leland había activado antes para detener a Leslie), revelando que ella es un robot construido por Kenneth como un compañero de juego para Leslie, después de que su madre murió. Mientras que están viendo a la hermana de Leslie, Leland trata de hacer su escape, pero el mal funcionamiento de su avión le siguió hasta la pista y lo ataca, así dando por resultado su derrota.
Al final, Leslie es el nuevo jefe de los juguetes Zevo, Alsacia es la subgerente, Gwen se convierte en la novia de Leslie, Leland se encuentra hospitalizado junto a su padre (con cifras que van de soldado de juguete), y Patrick decide pasar a otras misiones. Antes de que Patrick se va, él, Alsacia y Gwen visitan la tumba de Kenneth, asegurándose de que se restablezca la paz a la fábrica de juguetes.
A medida que avanza el rollo de los créditos finales, en la lápida de Kenneth flota un gran elefante de juguete sobre el pasto verde exuberante.

## Reparto
- Robin Williams - Leslie Zevo
- Michael Gambon - General Leland Zevo
- Joan Cusack - Alsacia Zevo
- Robin Wright - Penn Gwen Tyler
- Donald O'Connor - Kenneth Zevo
- Arthur Malet - Owen Owens
- LL Cool J - Capitán Patrick Zevo
- Jack Warden - Viejo General Zevo

## Crítica
Fallida comedia de Barry Levinson sobre el mundo de los juguetes. Fue un fracaso en todo el mundo, aunque se elogió las interpretaciones de Robin Williams y Michael Gambon.